# Medium (網站)
Medium（意為「媒介」）是一個網絡文章發佈平台，由推特聯合創辦人埃文·威廉姆斯和比茲·斯通於2012年8月創辦。該平台有專業和非專業的貢獻者，亦有受僱的編者，是社會新聞報導的例子之一。
埃文·威廉姆斯和比茲·斯通決定從頭開始編寫該網站的發佈軟件，同時亦有鼓勵推特用戶編寫比推特140字元長的文章。威廉姆斯指，它「只有很少的進度是用於提高內容的質素」（There's been less progress toward raising the quality of what's produced.）。2013年4月，威廉姆斯稱有30名全職員工對該平台工作，包括一個「說書人」的職位空缺，以及該平台佔了他「百分之98」的時間。至8月，他指雖然網站規模仍小，但是他仍然對網站的前境樂觀，並說「我們正嘗試令深思者更容易」使用該網站。
Medium 於網上編輯時提供一個所見即所得的用戶介面，以及提供文字格式設定。當文章發佈後，它可以被其他人推薦或分享，類似社交平台推特。文章亦可類似 Digg 或 Reddit 般被投上下票，以及像汤博乐般被分配主題。而和其他網誌平台（例如Blogger）的分別在於它是根據主題分類，而非作者分類。用戶可使用推特帳戶，臉書帳戶或電郵地址登入 Medium。
Medium 亦於該網站刊登一個名為 Backchannel 的科技專欄，由史蒂芬·利維主編。

## 历史
- 2014年1月28日，A輪融資，Medium獲得 Greylock 領投，SV Angel、GV（Google）、Betaworks等跟投的2500萬美元投資。
- 2015年9月29日，B輪融資，Medium獲得 Andreessen Horowitz 領投，Greylock、Lowercase Capital、GV（Google）、Obvious Ventures等跟投的5700萬美元投資。
- 2016年4月21日，C輪融資，Medium獲得 Spark Capital 領投， Andreessen Horowitz和GV（Google）跟投的5000萬美元投資[12]。

## 采用的项目或公司
許多企業都採用Medium作為公司或公司項目的網誌發佈平台，以下是一些網誌例子：
- Airbnb （页面存档备份，存于）
- Facebook （页面存档备份，存于）
- Kickstarter （页面存档备份，存于）
- Udacity （页面存档备份，存于）
- Block.one （页面存档备份，存于）
- Square （页面存档备份，存于）

## 中國大陸封鎖
依據GreatFire測試，其網站在中國大陸被當局的網墻封鎖，即當地網民無法正常訪問該網站，自2016年4月或更早起被封鎖至今。

## 外部連結
- 官方网站